# TG3

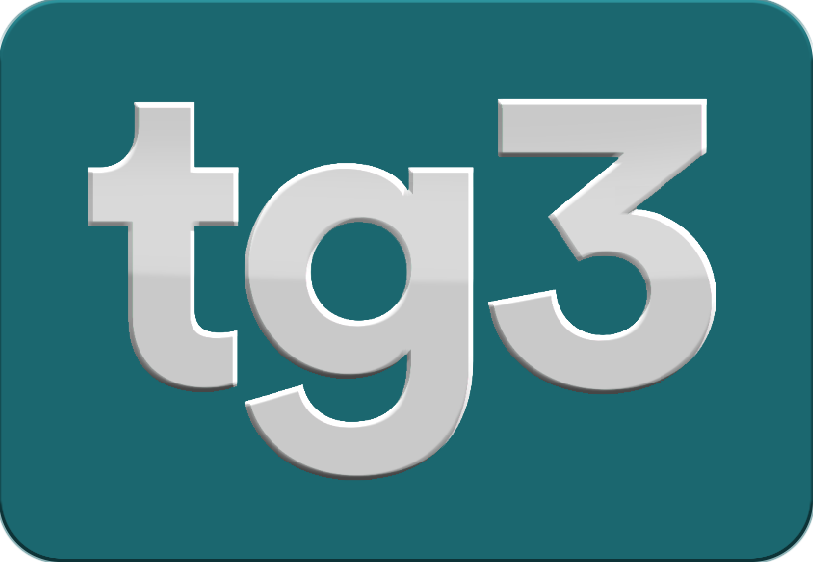
TG3節目標誌

TG3（義大利語：TeleGiornale 3）是義大利電視頻道Rai 3播出的一個電視新聞節目。TG3每天播出多次，其中12點的節目在米蘭製作播出，其他時間的節目則是在羅馬製作播出。TG3於1979年開始播出。在1999年至2000年期間曾改名為T3（Telegiornale 3）。TG3一般只有一位主播主持。曾有義大利政治家批評TG3偏向左派立場。